# 니시우라정 (아이치현 호이군)
니시우라정(西浦町)은 아이치현 호이군에 설치되었던 정이다. 현재의 가마고리시 서부에 해당한다.